# کورتنوئوا
کورتنوئوا (به ایتالیایی: Cortenuova) یک کومونه در ایتالیا است که در استان برگامو واقع شده‌است. کورتنوئوا ۷ کیلومتر مربع مساحت و ۱٬۸۶۷ نفر جمعیت دارد و ۱۳۳ متر بالاتر از سطح دریا واقع شده‌است.